# Новоельдяково
Новоельдяково (баш. Яңы Йәлдәк) — село в Бураевском районе Республики Башкортостан Российской Федерации. Входит в состав Вострецовского сельсовета.

## География

### Географическое положение
Находится на берегу реки Белой.
Расстояние до:
- районного центра (Бураево): 42 км,
- центра сельсовета (Вострецово): 13 км,
- ближайшей ж/д станции (Янаул): 110 км.

## История
Село было основано между 1873 и 1889 годами башкирами деревни Казы-Ельдяк Ельдякской волости Бирского уезда Уфимской губернии на собственных вотчинных землях.

## Население
| 2002 | 2009 | 2010 |
| ---- | ---- | ---- |
| 405  | ↘387 | ↘308 |

Согласно переписи 2002 года, преобладающая национальность — башкиры (89 %).